# Jhargram
Jhargram è una suddivisione dell'India, classificata come municipality, di 53.158 abitanti, situata nel distretto di Midnapore Ovest, nello stato federato del Bengala Occidentale. In base al numero di abitanti la città rientra nella classe II (da 50.000 a 99.999 persone).

## Geografia fisica
La città è situata a 22° 26' 60 N e 86° 58' 60 E e ha un'altitudine di 80 m s.l.m..

## Società

### Evoluzione demografica
Al censimento del 2001 la popolazione di Jhargram assommava a 53.158 persone, delle quali 27.149 maschi e 26.009 femmine. I bambini di età inferiore o uguale ai sei anni assommavano a 5.646, dei quali 2.923 maschi e 2.723 femmine. Infine, coloro che erano in grado di saper almeno leggere e scrivere erano 40.642, dei quali 22.205 maschi e 18.437 femmine.